# Eternal Memory
『Eternal Memory』（エターナル メモリー）は、野川さくらの9thシングルである。なおこのCDはアニメイト独占販売のため、店頭もしくは通販でしか入手できない。

## 収録曲
1. Eternal Memory
  - 作詞：KOKOMI、作曲：黒瀬圭亮、編曲：村上純
  - ドラマCD「THOR CODE-トールコード-」オープニングテーマ
  - Asrielが楽曲提供しており、インディーズアルバム『QuoVadis』にてセルフカバーしている。
2. 君はHERO
  - 作詞：尾崎雪絵、作曲・編曲：小池雅也
  - 地上デジタル音声放送実用化試験局のチャンネル『超!A&G+』の番組『野川さくら Ciao! Come Sta!』テーマソング
  - アニメ・声優情報番組『アニメ天国』テーマソング
3. Eternal Memory (off vocal)
4. 君はHERO (off vocal)